# Ichneumon shikotsuensis
Ichneumon shikotsuensis är en stekelart som beskrevs av Tohru Uchida 1927. Ichneumon shikotsuensis ingår i släktet Ichneumon och familjen brokparasitsteklar. Inga underarter finns listade i Catalogue of Life.